# دهنه شیبر
دهنه شیبر (به لاتین: Dahan-e Shibar) یک منطقهٔ مسکونی در افغانستان است که در ولایت بامیان واقع شده‌است.